# Annita á Fríðriksmørk
Annita á Fríðriksmørk (ur. 17 lipca 1968 w Tórshavn) – farerska nauczycielka i polityk, należąca do partii Tjóðveldi. Poseł na Løgting, dawniej poseł na Folketing.

## Życie prywatne
W 1992 zdała egzamin w Føroya Læraraskúla i uzyskała zawód nauczyciela. Następnie do 2002 roku pracowała w szkołach zarówno na Wyspach Owczych, jak i Danii. Jest córką Simony Abrahamsen oraz Henry'ego Frederiksberga, a jej mężem jest Páll Olsen. Ma dwoje dzieci: Símuna Pauliego i Brynhilð.

## Kariera polityczna
W latach 1997–1998 zasiadała w radzie Sjóvar kommuna. W 1998 roku weszła po raz pierwszy do Løgting - parlamentu Wysp Owczych i została członkiem Komisji ds. Kultury. W wyborach w roku 2002 ponownie uzyskała mandat, uzyskując w okręgu Południowe Streymoy (Suðurstreymoy) 405 głosów. Została wówczas przewodniczącą parlamentarnej Komisji ds. Kultury, a następnie od 17 września do 5 grudnia 2003 roku sprawowała funkcję Ministra Kultury archipelagu. Podczas swojej krótkiej kadencji podpisała umowę o współpracy kulturowej z władzami archipelagu Szetlandów. Wybory w roku 2004 ponownie zakończyły się sukcesem á Fríðriksmørk, która ponownie wystartowała z tego samego okręgu wyborczego i zdobyła 527 głosów. Została po nich członkiem Komisji ds. Kontroli oraz Komisji ds. Socjalnych. Annita á Fríðriksmørk wystartowała w kolejnych wyborach do parlamentu w roku 2008, w których uzyskała 616 głosów i z drugim najlepszym wynikiem w swojej partii zdobyła mandat poselski. W roku 2006 współtworzyła wraz ze swoim partyjnym kolegą Finnurem Helmsdalem wpis do ustawy antydyskryminacyjnej dotyczący traktowania osób orientacji homoseksualnej. Kobiecy magazyn Kvinna wyróżnił ją za to nagrodą Kobiety 8 Marca, przyznaną na Dzień Kobiet.  Po tych wyborach została wiceprzewodniczącą Komisji ds. Kontroli oraz członkiem Komisji ds. Finansów. Od 9 września do 24 października 2008 roku, jako druga na liście Tjóðveldi w wyborach zastępowała Høgniego Hoydala w Folketingu, który zrezygnował ze swojego miejsca po objęciu funkcji w rządzie Wysp Owczych. Na kilka miesięcy w roku 2008 oraz w latach 2009-2011 przewodniczyła Republice w parlamencie. W roku 2011 wraz z Finnurem Helmsdalem otrzymała nagrodę Ársins hinkynd 2011 (Najlepszy heteroseksualista 2011) od stowarzyszenia LGBT Føroyar. Helmsdal zmarł na raka w 2008, dlatego nagrodę odebrała jego żona. W kolejnych wyborach Annita á Fríðriksmørk uzyskała 270 głosów, co nie pozwoliło jej na wejście do parlamentu. Swój mandat odzyskała po wyborach z roku 2015, kiedy zdobyła 425 głosów i znalazła się na piątej pozycji wśród kandydatów partii. Od tego roku pełni funkcję członka Komisji ds. Kontroli oraz przewodniczącej Komisji Spraw Zagranicznych.